# Fortaleza española (Porto Ercole)
La fortaleza española de Porto Ercole o rocca spagnola en italiano es una fortificación costera situada cerca de Porto Ercole, en el Monte Argentario, baluarte del sistema defensivo del promontorio. Es una de las  «fortalezas aldobrandescas», castillos que la familia Aldobrandeschi construyó en la Toscana y en Siena durante la edad media.

## Historia

### El castillo medieval
En la colina sobre la que se alza la fortaleza hubo un pequeño oratorio dedicado a San Juan Evangelista, mencionado por el Papa Gregorio VII en una bula papal de 1074. En el siglo XIII este territorio fue cedido en enfiteusis a Margarita Aldobrandeschi, condesa de Sovana, por la Abadía de Tre Fontane, que hizo construir una torre cuadrada como símbolo de poder. Esta torre formó el primer núcleo de la fortaleza. Más tarde, la torre fue heredada por la familia Orsini de Pitigliano, que completó los trabajos de encastillamiento.
Con la conquista de Porto Ercole por Siena durante el siglo XV y la consiguiente anexión a la República de Siena, el artista Lorenzo di Pietro, llamado Vecchietta, fue enviado a Porto Ercole para restaurar y ampliar el castillo. Añadió dos torres circulares, dando al castillo una forma triangular y a los pies de la fortificación se construyó un pueblo (borgo), encargándose a di Pietro que construyera un «terreno habitable, al menos tan grande como il campo de Siena».
El arquitecto construyó una cortina que descendía desde las dos torres circulares hasta el mar, dotándolas de dos puertas, la principal con arco apuntado y protegida por una buharda, y la secundaria con arco rebajado y vigilada por una torre semicilíndrica. También reordenó una torre bizantina que había a la entrada del puerto, utilizándola como punto de encuentro de las murallas. En esta época, Porto Ercole se mostraba como un gran castillo amurallado y torreado, coronado en lo alto por una fortaleza triangular. 
En 1487, el ingeniero militar Francesco di Giorgio realizó obras para ampliar y reforzar la construcción de Lorenzo di Pietro. Reforzó la fortaleza, dotándola de nuevas murallas y de dos torreones triangulares hacia el pueblo. También remodeló la torre bizantina incorporándola a un gran bastión defensivo, el bastión de Santa Bárbara, haciéndolo accesible desde la fortaleza a través de una pasarela cubierta dentro de las murallas. Pero el problema de la fortaleza seguía siendo el abastecimiento de agua, dada la falta de manantiales cercanos. Para ello se construyeron cisternas abovedadas cubiertas, dotadas de pozos en la superficie, para recoger el agua de lluvia.

### La fortaleza española
Todavía bajo dominio de la Siena, en el periodo renacentista, se llevaron a cabo nuevas obras de remodelación según un proyecto de Anton Maria Lari (1543), que se inspiró en los cánones de Baldassarre Peruzzi.
Los fuertes españoles, construcciones militares para defender el Estado de los Presidios, son parte de la España de los conquistadores del siglo XVI. El Estado de los Presidios era un protectorado situado en la Toscana, creado a instancias del rey Felipe II, con motivo del Tratado de Londres de 1557
El Tratado de Londres de 1557 fue un notable acuerdo diplomático realizado en Londres. Se trata de dos tratados que se firmaron en mayo y julio de 1557, relacionados con la guerra de Siena y el establecimiento de la Toscana bajo el gobierno de la familia Medici. El primer tratado, firmado el 29 de mayo, involucró a Felipe II y Jacobo VI Appiani d’Aragona, señor de Piombino. Este tratado establecía la restitución de la señoría de Piombino y la isla de Elba (excepto Portoferraio) a Jacobo VI Appiani por parte de Cosme I de Médici, duque de Florencia. Además, se acordó el establecimiento de contingentes españoles en Piombino y Scarlino, que formarían la base de los presidios septentrionales. El tratado también reservaba a la Corona de España la posibilidad de fortificar la isla de Elba para vigilar las tierras y los mares de la zona del Tirreno, así como para atender los asuntos de la Italia Central que interesaban a la monarquía española.
Consistía principalmente en un territorio militar, en el que las intervenciones del gobierno central se concentraron en el refuerzo de las estructuras defensivas con posesiones estratégicas para la defensa de los territorios de las incursiones de la berbería norteafricanas y turcas, además de ser barrera contra el ancestral expansionismo francés hacia Italia. En el promontorio se construyeron cuatro fortificaciones: el forte de Santa Caterina, el fuerte Felipe, la fortaleza española y el fuerte Estrella.
Durante esta fase se reforzaron las murallas circundantes. Posteriormente, las obras fueron dirigidas por Bernardo Buontalenti, que amplió considerablemente la rocca spagnola, dotándola de imponentes bastiones y murallas, y transformándola así en una fortificación de estilo moderno. Estas ampliaciones dieron a la fortificación su aspecto actual. Durante este largo periodo, la fortaleza fue un punto de referencia para el sistema defensivo de la costa sur de la República de Siena, desempeñando funciones de avistamiento, defensa y ataque, además de poder comunicarse mediante señales luminosas con el fuerte de San Hipólito al oeste, que se alzaba en el emplazamiento del fuerte Estrella, y con el fuerte della Galera al norte, que se alzaba donde más tarde se construyó el Fuerte Felipe.
En la segunda mitad del siglo XVI, toda la zona de Argentario pasó a formar parte del Estado de los Presidios españoles y la fortificación se integró en el sistema defensivo del promontorio, dentro del cual desempeñaba funciones de avistamiento, defensa y ataque. Durante este periodo, los españoles encargaron al ingeniero militar Giovanni Camerini la renovación de la estructura defensiva preexistente, que se potenció más con el refuerzo de la fortaleza abaluartada exterior y de las garitas; también se construyeron túneles subterráneos que conectaban la estructura defensiva con el Palacio de los Gobernadores.

### SigloXIXen adelante
En el siglo XIX, la fortaleza se convirtió temporalmente en un puesto defensivo del Gran Ducado de Toscana, y luego pasó definitivamente al reino de Italia. Justo después de la Unificación de Italia, comenzó el desmantelamiento gradual de la estructura militar, mientras que en 1862 se construyó el faro de Porto Ercole, de planta circular, en la esquina de la rocca cercana a la punta del promontorio. A finales del siglo XIX, la fortificación se convirtió en prisión residencia de los prisioneros enemigos durante la Primera Guerra Mundial.
Tras la Segunda Guerra Mundial, la fortaleza se cerró definitivamente y se vendió en su totalidad a propietarios particulares, que convirtieron parte los edificios interiores en viviendas residenciales, mientras que otros espacios situados fuera del foso perimetral pasaron a ser propiedad municipal.
Entre 1954 y 1956 residió allí el escritor estadounidense Robert Penn Warren, periodo que aprovechó para crear la obra con la que ganó el Premio Pulitzer de poesía de 1958.

## Descripción
La fortaleza tiene una forma estrellada irregular que se adapta a la orografía del promontorio. En su conjunto, predominan los elementos estilísticos y arquitectónicos renacentistas y de finales del cincuecento (siglo XVI), aportados al conjunto de las obras de renovación y ampliación llevadas a cabo primero por Siena y luego por los españoles, mientras que permanecen de la época medieval la base de la torre, las dos torres cilíndricas de Vecchietta y las murallas de Francesco di Giorgio Martini. 
Exteriormente, se trata de una fortaleza compuesta por gruesas cortinas de piedra con una base de escarpa acordonada, cuyo parapeto por encima encierra la zona que constituye el basamento de las construcciones que en el pasado fueron utilizadas para funciones militares.
Consta de cuatro bastiones en los ángulos, de los cuales los del norte tienen forma pentagonal irregular, mientras que los del sur son mucho más alargados y de forma triangular, conservándose las garitas en sus respectivos vértices. El baluarte del ángulo suroeste está a su vez protegido exteriormente por otro muro cortina articulado de forma trapezoidal que lo encierra por completo. Toda la fortaleza exterior está protegida en los puntos débiles por un característico foso, que en el pasado garantizaba una mayor seguridad en caso de incursión enemiga. El bastión noreste incluye la torre circular del faro de Porto Ercole, construida en 1862.
La puerta principal de entrada a la estructura se abre en el lado oriental y está precedida por un característico puente levadizo. La doble puerta se abre en un arco de medio punto de notable grosor en la cortina exterior de la fortaleza donde se encuentra el revellín; sobre el arquitrabe situado encima del arco hay un gran escudo de armas del Estado de los Presidios, sobre el que hay una garita protectora en la que se abren dos largas y estrechas rendijas verticales por las que pasaban las cuerdas utilizadas para elevar el puente levadizo. Una puerta de entrada secundaria, igualmente protegida, se abría a lo largo de la cortina que daba al centro histórico de Porto Ercole.
En el interior del complejo se encuentran los diversos edificios, la mayoría de los cuales se utilizaban para funciones militares. Además de las dependencias de las guarniciones, había un polvorín, un puesto de primeros auxilios, las dos torres de vigilancia, muy transformadas, y la capilla de una sola nave que daba a la plaza interior.

### La capilla de SanGiovanni(San Juan)

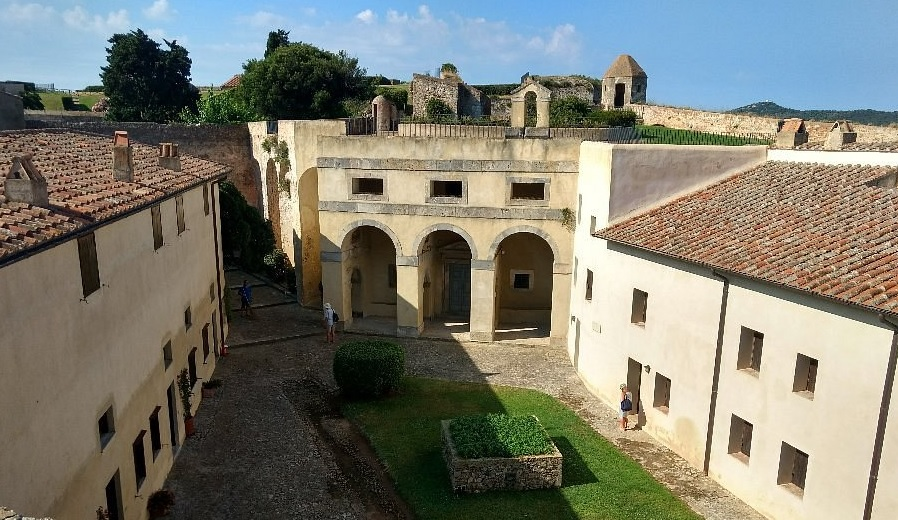
Patio interior y capilla de San Giovanni

La capilla fue construida por Bernardo Buontalenti en el siglo XVI, readaptando en parte un oratorio medieval. Presenta una fachada rectangular muy sencilla, abierta por tres arcos de medio punto rematados por ventanas rectangulares con cornisas de piedra serena y sostenidos por pilastras cuadrangulares. El arco central encuadra la portada renacentista, muy similar a la de la basílica de la Santa Trinidad de Florencia, mientras que los laterales enmarcan dos ventanas que iluminan el interior. En la parte superior derecha de la fachada hay una pequeña torre con espadaña (campanile). 
El interior es una única sala de planta elíptica, cubierta por una cúpula. A lo largo de la elipse se disponen simétricamente ábsides semicirculares y exedras, algunos de los cuales contienen frescos (aunque fragmentarios o muy oxidados y retocados, se reconocen dos figuras de santos en dos exedras sobre las ventanas y una crucifixión sobre el ábside de entrada, mientras que en el ábside opuesto hay un fragmento de fresco que representa dos figuras que resaltan (¿santos?), mientras que los demás frescos están muy oxidados y presentan una tonalidad rojiza). Los ábsides y las exedras están delimitados por cornisas talladas en piedra serena, y otra cornisa, también en piedra serena, forma el basamento de la cúpula. Esta sala está iluminada por las dos ventanas de la fachada y los dos óculos que se abren en la cúpula. A la izquierda hay una puerta que conduce a la sacristía (posiblemente la sala del antiguo oratorio). En ella se guardan en vitrinas los restos de cerámicas encontrados durante la restauración de la fortaleza.